# Untitled (black & white tv & festival edition)
|  | Denne artikel er oprettet af botten PalnaBot ud fra en ekstern database. Den kan derfor have sproglige fejl eller mangler. Denne skabelon kan fjernes efter kontrol af indholdet. |

Untitled (black & white tv & festival edition) er en film instrueret af Jan Krogsgård.

## Handling
Udsagn